# Garibaldi (traghetto)
La Garibaldi era un traghetto ferroviario in servizio per Bluvia senza servizio passeggeri, entrato in esercizio nel 1982 per servire la rotta Civitavecchia - Golfo Aranci e viceversa. Costruita nel cantiere navale di Palermo la Garibaldi era l'unico traghetto ferroviario ad avere tre ponti interamente dedicati al trasporto di carri ferroviari.
Con due grandi e potenti ascensori interni e un sistema di piattaforme scorrevoli, caricava vagoni ferroviari dal ponte principale al ponte superiore o a quello inferiore, riuscendo ad avere una capacità pari a 883 metri lineari di binari più che doppia di un qualsiasi altro traghetto ferroviario in esercizio in Italia. Una gru era posta sul ponte superiore per l'imbarco di container, ma mai utilizzata è stata in seguito rimossa.
Rimasta unica nave ferroviaria in servizio da e per la Sardegna negli ultimi anni di esercizio della linea, a luglio 2009 viene venduta per la demolizione insieme alla compagna di flotta Sibari. Nel 2010 viene ribattezzata Bal, raggiungendo Aliağa dov'è stata in seguito demolita.